# ماریو کوروبا
ماریو کوروبا (انگلیسی: Mario Kuroba؛ زادهٔ ۶ ژوئیهٔ ۱۹۹۳) بازیگر اهل ژاپن است. وی از سال ۲۰۱۲ میلادی تاکنون مشغول فعالیت بوده‌است.